# 索沃泰尔拉莱芒斯
索沃泰尔拉莱芒斯（法語：Sauveterre-la-Lémance，法語發音：[sovtɛʁ la lemɑ̃s]）是法国洛特-加龙省的一个市镇，属于洛特河畔新城区。

## 地理
索沃泰尔拉莱芒斯（44°35'22"N, 1°0'53"E）面积23.46 平方千米，位于法国新阿基坦大区洛特-加龍省，该省份为法国西南部内陆省份，北起多爾多涅省，西接吉倫特省和朗德省，南至热尔省，东临塔恩-加龙省和洛特省。
与索沃泰尔拉莱芒斯接壤的市镇（或旧市镇、城区）包括：拉沃尔、卢布雅克、蒙卡布里耶、圣马丹勒勒东、布里奥朗斯河畔布朗克福尔、莱芒斯河畔圣弗龙。

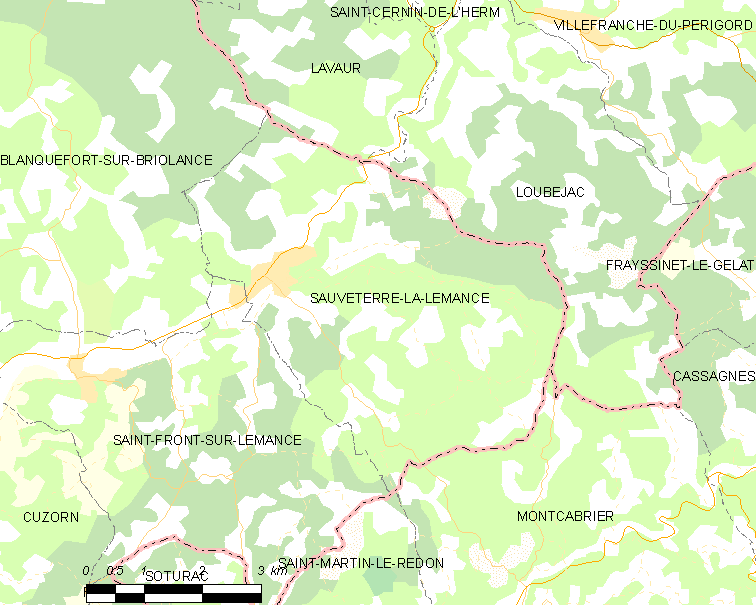
索沃泰尔拉莱芒斯的OSM定位图

索沃泰尔拉莱芒斯的时区为UTC+01:00、UTC+02:00（夏令时）。

## 行政
索沃泰尔拉莱芒斯的邮政编码为47500，INSEE市镇编码为47292。

## 政治
索沃泰尔拉莱芒斯所属的省级选区为勒菲梅卢瓦县。

## 人口

1962-2008年间索沃泰尔拉莱芒斯人口变化图示

索沃泰尔拉莱芒斯于2022年1月1日时的人口数量为569人。